# Taťjana Tomašovová
Taťjana Tomašovová (rusky Татьяна Ивановна Томашова ; * 1. července 1975 Perm) je ruská atletka, běžkyně na středních tratích, dvojnásobná mistryně světa v běhu na 1500 metrů z let 2003 a 2005.

## Sportovní kariéra
Specializovala se na běh na 1500 metrů. V roce 2002 získala na mistrovství Evropy bronzovou medaili v této disciplíně, v roce 2006 se na této trati stala mistryní Evropy. V letech 2003 a 2005 zvítězila ve finále na 1500 metrů na mistrovství světa. Startovala dvakrát na olympijských hrách – v roce 2004 získala stříbrnou medaili v běhu na 1500 metrů. Na olympiádě v Pekingu startovat nemohla kvůli manipulaci s dopingovými vzorky. Po vypršení dvouletého trestu závodních startů (v dubnu 2011) začala opět závodit. Kvalifikovala se na olympiádu v Londýně, kde v závodě na 1500 metrů obsadila čtvrté místo, avšak po diskvalifikaci tureckých závodnic získala stříbrnou medaili, o kterou přišla počátkem září 2024 kvůli dopingu.